# Robbert Louis de Haes
Robbert Louis de Haes, (Zutphen, 13 april 1818 – Den Haag, 18 september 1884) was een Nederlandse viceadmiraal.

## Leven en werk
De Haes was zoon van Johan Leopold en van Suzanna Theodora Toewater. Hij koos voor een loopbaan bij de marine, waar hij in 1832 begon als adelborst in Medemblik. In 1859 werd hij als luitenant ter zee der eerste klasse benoemd tot Ridder in de Militaire Willems-Orde der 4e klasse vanwege zijn rol tijdens de expeditie op het eiland Sipora. In 1861 werd hij als kapitein-luitenant-ter-zee bevorderd tot Ridder in de Militaire Willems-Orde der 3e klasse vanwege zijn rol tijdens de expeditie op Borneo. 
Als commandant van Zr.Ms. Admiraal van Wassenaer was De Haes in 1872 betrokken bij de overdracht van fort Elmina (Goudkust) aan de Engelsen.
Van 1874 tot 1879 was De Haes directeur en commandant der marine te Hellevoetsluis en Willemsoord. In 1875 promoveerde De Haes tot schout-bij-nacht. In 1878 werd De Haes benoemd tot viceadmiraal. Vanaf 16 augustus 1879 tot 1 mei 1883 was De Haes voorzitter van de Commissie tot onderzoek naar de oorzaak van het vergaan van Zr.Ms. Adder op 5 juli 1882.
Aanvankelijk was De Haes bevriend met Multatuli en heeft hij bij hem op Menado gelogeerd. Later bekoelde de betrekkingen echter, daar hij in 1882 weigerde om de 'Huldeblijk aan Multatuli' te ondertekenen.
Multatuli schreef daarover aan zijn geliefde Mimi Hamminck Schepel:
“De weigering van de Haes doet me zéér. Ik kan daarvoor geen andere oorzaak vinden dan dat-i door aanraking met de haagsche autoriteiten verphilisterd [=verburgelijkt, in de “betere kringen” thuisgeraakt] is. Misschien ook moet hy zich tégen my verklaren, uit schaamte over z'n zwygen gedurende zooveel jaren! Dit geschiedt meer!”
De Haes was ridder in de Orde van de Nederlandse Leeuw. Hij overleed in 1884 op 66-jarige leeftijd in Den Haag.